# エヴァーグレイス
『エヴァーグレイス』(EVERGRACE)は、フロム・ソフトウェアが2000年4月27日に発売したPlayStation 2用ゲームソフト。ジャンルはコーディネートRPG。プロデューサーは竹内将典。
2001年6月21日に、続編『エヴァーグレイスII』が発売されている。

## 概要
完全リアルタイムでゲームが進行する一人プレイ用アクションRPG。プレイヤーは主人公を操作し、3Dフィールドを探索したり敵と戦ったりしながらゲームを進めてゆく。
本作のゲームジャンルである「コーディネートRPG」とは本作の特徴である、装備を付け替えることでプレイヤーキャラクターのグラフィックを自由に変更できる「ドレスアップシステム」に由来する。また「装備して強くなるRPG」というキャッチコピーが示す通り、キャラクターの装備に重点に置いたゲームシステムも特徴で、装備する武器や防具によって見た目だけでなく能力や使用できるアクションも変化するようになっている。
舞台は、中世ファンタジー風世界観の「エディンベリー」という架空の大陸で「ビリヤナの樹」と呼ばれる特殊な力を持った樹木が鍵を握る存在となる。

## シリーズ作品

### エヴァーグレイス

#### あらすじ
呪いの烙印「クレスト」を持つ少年ユテラルドは、ある事件がきっかけで両親を殺され、無意識のうちにクレストを暴走させてしまう。姉のように慕っていた女性シャルアミも暴走に巻き込まれて失ってしまう。復讐に燃えるユテラルドはやがて一流の剣士へと成長してゆくが、シャルアミは実際には死んでおらず、彼女はユテラルドの持つ「クレスト」の力で失われたはずの帝国「リューベーン」へと飛ばされていた。そして事件から時が経ち、仇を追っていたユテラルドもまた時を越えて「リューベーン」を訪れることとなる。消滅帝国「リューベーン」を舞台に、2人はそれぞれの思いを胸に冒険へと出る。

#### リューベーン帝国とバグラゲラ
リューベーン帝国は、エディンベリーを強大な軍事力を持って支配した国家。近隣諸国に勢力を伸ばそうと軍を進めていたが、ある部族との戦いでその歩みを止めた。「赤き疾風」を傭兵に雇った部族であり、帝国の強大な力も彼1人の超人的な強さに歯が立たなかった。「赤き疾風」はクレストが力の源ではないかと考えた帝国は、クレストを持つ人間を捕えることに成功した。彼を実験台にしてクレストの研究を始めた。この時にバグラゲラが研究を遂行していた。彼はビリヤナの樹の研究所長も務めており、そこでクレストの研究にも携わった。バグラゲラは研究の結果、ビリヤナの樹とクレストが共鳴関係を持つことを発見する。その特性を活かして「パルミラ武具」の開発に成功していた。

#### システム
男性主人公のユテラルド、女性主人公のシャルアミという二人の主人公が存在し、それぞれの視点でゲームをプレイすることができる。２人の物語は、同じ世界の別々の時間から始まる。キャラの交代は界晶柱と呼ばれるセーブポイントで可能。装備品やアイテムなどの共有はできない。
一般的なRPGなどに登場するレベルの概念はなく、キャラクターの強化はビリヤナの蒼実とビリヤナの緋実の使用により自身の各ステータスを一定の値まで強化することができ、それを除けば武器と防具の装備のみである。この世界の武器と防具は、「パルミラ」と呼ばれる結晶を呪術合成しており、能力の向上や特殊能力「パルミラアクション」を習得する。経験値の概念がない本作では、重要なパワーアップ方法となる。武具ごとに設定されているパルミラパワーを消費して「パルミラアクション」を発動できる。パルミラパワーは一部の武具を除き、装備している限り時間経過でも徐々に減っていき、減ったパルミラパワーは修理することで回復する。パルミラパワーを使い果たしてしまうと白く変色し性能が大幅に低下する上、修理にも通常より多くのパルミラ片が必要となるため、定期的に修理する必要がある。装備はパルミラ片を消費することで強化することもできる。防具の種類によっては色の変更が可能なので、好みに応じて選択できるようになっている。
アクションゲージが設定されており、ダッシュまたは攻撃でゲージを消費する。ゲージがなくなると一連のアクションを行うことができなくなる。尚、消費したゲージは徐々に回復する。

#### 登場キャラクター
ユテラルド
声 - 佐田明
プレイヤーキャラクターの一人。主に接近戦を得意とする。
呪いの烙印「クレスト」という痣を手の甲に持つ青年。両親とシャルアミの仇を追っているときに「リューベーン」に迷い込んでしまう。
シャルアミ
声 - 夏樹リオ
プレイヤーキャラクターの一人。主に遠距離戦を得意とする。
ユテラルドを弟のように可愛がっていた幼馴染の女性。彼の両親が殺された際「クレスト」のの暴走に巻き込まれ「リューベーン」に飛ばされてしまう。恩ある女性を助けるために戦う決意をする。彼女がリューベーンについてから10日後にユテラルドと合流する。この10日の間に彼女が元いた世界では10年の月日が流れていた。
フォーリム
声 - 本村真生
ユテラルドが出会った、不思議な鳥のような生き物。元々は人間だったが魔物に姿を変えられてしまったと語る。
シエナ
声 - 本村真生
シャルアミが出会った、呪いの烙印「クレスト」を持つ女性。トレド村の村長の娘。シャルアミを助け、近くの小屋で介抱していたが、以前から彼女のことを狙っていたバグラゲラに連れ去らわれてしまう。
ビルホルゴ
科学者バグラゲラによって連れてこられたトレド村の少年。バグラゲラによって人工紋章アルクレストを埋め込まれており、彼の操り人形と化している。昔の記憶は残っていない。
バグラゲラ
声 - 依田英助
ビリヤナの樹とクレストの研究により人秘学を確立した人物。黒魔術を使うことができる老科学者。
メリダ
帝国皇家が持つ神殿の神官。目は見えないが、神の神託を聞くことができる。シャルアミに協力的に接するが、ユテラルドには冷たくあしらっている。
元皇帝ナファトⅢ世
リューベーンの元皇帝。城がモンスターに襲われた際、護衛とともに逃げ延びたが、現在は1人でいる。

### エヴァーグレイスII

#### あらすじ
前作の数年前。モレアへの復讐を誓った主人公ユテラルドは幼馴染のリヤナ、記憶を失った少女フィルナと共にストルタ軍へ加わるために旅に出る。しかしその道中、呪術師ブラザードの魔術から追われていた謎の少女ソカをかばってしまったが為にユテラルド達3人は「魂の呪縛」という呪いにかけられてしまう。それは彼ら3人の内、誰かが傷つくと他の2人にも同じ痛みが伝わってしまうというものだった。このままでは軍に加わることもままならないと判断したユテラルド達は呪いを解くため、ブラザードを追う。

#### システム
基本的にユテラルド、リヤナ、フィルナの3人を操作してプレイする。操作するキャラはボタン一つで切り替えられる。今作ではHPがソウルゲージというものになっており、3人のキャラクターで共有するHPとなっている。ソウルゲージが0になるとパーティ全員が力尽きゲームオーバーとなる。キャラクターの強化は装備のみで、攻撃力などのステータスの他、ソウルゲージも装備によって増減する。
装備を変えることでキャラのパラメータが強化され、外見も変化するのでコーディネートにもなる「ドレスアップシステム」が前作に引き続き採用されている。

#### 登場キャラクター (II)
ユテラルド
声 - 千葉進歩
右手の甲に「クレスト」と呼ばれるあざを持つ少年。両親とシャルアミの仇を討つべくストルタ軍への仕官を試みる。後のストルタ四剣主の一人。
フィルナ
声 - 川澄綾子
過去をなくした少女。一年ほど前に、倒れているところをユテラルドに助けられた。
リヤナ
声 - 保志総一朗
ユテラルドとともに育ったセクルエの少年。清廉にして知的な性格の持ち主。後のストルタ四剣主の一人。
ソカ
声 - たかはし智秋
ブラサードとディムホルツに追われている少女。
ディムホルツ
声 - 石田彰
鋭い眼光とその年齢からは想像できないほどの重厚な雰囲気を身にまとうストルタ出身の剣士。パルミラ人形に魂の一部を吸い取られたため、左手が不自由になってしまったが、それを全く感じさせないほどの力を持つ。
ブラサード
声 - 西村朋紘
ディムホルツと行動をともにしているモレアの呪術師。
フェルク
声 - 森川智之
数年前に姿を消した義兄を探しているストルタ出身の青年。後のストルタ四剣主の一人。
アルフトアイン
声 - 梁田清之
異大陸から来たという流浪の傭兵。自分の背丈を超える巨大な大剣を軽々と扱う。後のストルタ四剣主の一人。
カーチミル
声 - 田中敦子
ブラサードに付き従う、長い髪と風貌が聡明な印象を与える美しい女性。
ショップ店主
声 - 長嶝高士
各地に開店するアイテムショップの店主。自らの美的センスを誇りにしている。

## 関連商品
エヴァーグレイス　クレストを負いし者
2000年8月25日発行。著者は高瀬美恵。発行はメディアワークス。
フロム・ソフトウェア公認の『エヴァ―グレイス』外伝小説。著者の高瀬は『エヴァ―グレイス2』のシナリオも担当している。